# Counting Crows
Counting Crows er et amerikansk rock-band fra Berkeley, Californien. Bandet blev dannet i 1991 og opnåede stor popularitet i 1994 efter udgivelsen af deres debutalbum August and Everything After, som indeholdt hitsinglen "Mr. Jones". 
Counting Crows er blandt andet inspireret af navne som Van Morrison, R.E.M., Mike & The Mechanics, Nirvana, Bob Dylan og The Band. Deres single "Accidentally in Love" var en del af soundtracket til filmen Shrek 2.